# アユ島
座標: 北緯0度22分29秒 東経131度02分45秒 / 北緯0.37472度 東経131.04583度
アユ島（アユとう、Pulau Ayu）はインドネシア、ワイゲオ島の北にあるアユ諸島の島。Ayu、Aju、Ayau、Ajoeなどと表記される。西パプア州のラジャ・アンパット県に属している。
島内にはImbik KuanとAyuの二つの集落が存在する。アユ諸島は2つの環礁からなっており、アユ島のある環礁にはほかにもいくつかの小島が存在する。もう一つの環礁にはレニ島とカノベ島などのそれなりに大きな島が存在する。
島への交通は環礁と島の小ささから小型のボートに限られている。
第二次世界大戦中、1942年から1945年にかけては日本に占領された。